# Scream 2
Scream 2 (Pânico 2, no Brasil; Gritos 2, em Portugal) é um filme americano, do gênero slasher, lançado em 1997, dirigido por Wes Craven e escrito por Kevin Williamson. Trata-se da segunda parte da franquia Scream. O filme se passa um ano após os acontecimentos de Scream e segue novamente a história de Sidney Prescott (Neve Campbell), que frequenta a ficcional Universidade de Windsor, local que se torna o novo alvo de ataque de um "novo" Ghostface, utilizando o mesmo traje como no primeiro filme. Dewey Riley (David Arquette), Gale Weathers (Courteney Cox), Randy Meeks (Jamie Kennedy) e Cotton Weary (Liev Schreiber), todos presentes no primeiro filme, voltam nesta sequência, e também foram contratados novos atores, como Jerry O'Connell, Elise Neal, Timothy Olyphant, Sarah Michelle Gellar, Jada Pinkett Smith, Omar Epps e Laurie Metcalf. Como seu antecessor, Scream 2 combina a violência do gênero slasher com elementos de comédia e mistério "Quem matou?" enquanto satiriza os clichês das sequências de vários filmes. O filme foi seguido por quatro continuações, Scream 3 (2000), Scream 4 (2011), Scream 5 (2022) Scream 6 (2023).
Ao escrever o roteiro para Scream, Williamson também desenvolveu dois rascunhos de cinco páginas para possíveis sequências, na esperança de atrair potenciais compradores. Após uma exibição teste bem sucedida, um sucesso financeiro e crítico do primeiro filme, a Dimension Films aprovou sua sequência enquanto o filme ainda estava nos cinemas, com os "sobreviventes" retornando, e Craven, Williamson e Marco Beltrami retornaram como diretor, escritor e compositor, respectivamente.
A produção sofreu diversos problemas técnicos, principalmente quando o roteiro vazou na internet, revelando a identidade dos assassinos e uma boa parte do enredo. Como o tempo para finalizar a produção já estava se esgotando, o roteiro foi reescrito várias vezes e algumas cenas foram escritas no dia da filmagem delas. Apesar destas controvérsias, Scream 2 foi um enorme sucesso comercial e crítico, ganhando 172 milhões de dólares no mundo inteiro e recebeu vários prêmios e indicações, com alguns críticos afirmando que o filme supera o original em termos de qualidade. Novamente, a trilha sonora de Beltrami foi aclamada pela crítica, embora alguns críticos tenham afirmado que as partes mais memoráveis do filme tiveram suas músicas criadas pelos compositores Danny Elfman e Hans Zimmer.

## Enredo
Enquanto assistem ao novo filme dentro do filme "Stab" (em português, "Apunhalada"), baseado nos assassinatos cometidos em Woodsboro, graças à publicação de um livro escrito por Gale Weathers (Courteney Cox), dois estudantes do Windsor College, Maureen Evans (Jada Pinkett Smith) e Phil Stevens (Omar Epps), são assassinados por Ghostface. Phil é esfaqueado na orelha enquanto tentava descobrir de onde viam uns gemidos estranhos no banheiro. O assassino, vestindo o traje [de Ghostface], retorna ao cinema e senta-se ao lado de Maureen, e logo após a esfaqueia sete vezes. No início, a platéia acredita que fosse uma jogada de marketing, mas ela sobe no palco e fica gritando em frente do telão. O público não acredita no que vê, e em seguida ela morre.
No dia seguinte, os meios de comunicação, incluindo a jornalista local Debbie Salt (Laurie Metcalf), vão ao Windsor College, onde está Sidney Prescott (Neve Campbell), que estuda junto com sua nova melhor amiga Hallie McDaniell (Elise Neal) e seu novo namorado Derek Feldman (Jerry O'Connell). Randy (Jamie Kennedy) e o melhor amigo de Derek, Mickey (Timothy Olyphant), também estudam lá. Sidney recebe alguns trotes, mas é surpreendida quando assiste as notícias dos recentes assassinatos. Dois outros sobreviventes de Woodsboro chegam ao campus: o oficial Dewey Riley (David Arquette), que quer ajudar Sidney, e a repórter Gale Weathers, que quer cobrir o caso. Gale tenta arrumar um confronto entre Sidney e Cotton Weary (Liev Schreiber), que está tentando ganhar fama por conseguir prova-se inocente do assassinato da mãe de Sidney.
À noite, Sidney vai para uma festa com Hallie. Cici Cooper (Sarah Michelle Gellar) fica sozinha em uma casa de república de estudantes e Ghostface a mata. Depois que as pessoas presentes na festa recebem a notícia do assassinato e partem para vê-lo, o assassino tenta matar Sidney, que estava quase saindo da casa onde a festa aconteceu. Derek intervêm, e acaba sendo ferido; com a chegada de Dewey e a polícia, o assassino foge. Na manhã seguinte, Gale discute o caso com a polícia e percebe que o nome real de Cici é Casey, concluindo que o assassino é um imitador que procura estudantes que tenham os mesmos nomes que as vítimas de Woodsboro. Naquela tarde, enquanto Gale conversava com Dewey e Randy no campus, ela recebe um telefonema de Ghostface dizendo que ele os observava. Gale e Dewey o procuram, e Randy tenta manter o assassino na linha, mas é atraído para a van de Gale e esfaqueado até a morte. À medida que anoitece, Dewey e Gale revêem a fita de Ghostface matando Randy esperando encontrar algumas pistas, mas o assassino os ataca e, aparentemente, mata Dewey. Gale se esconde e, eventualmente, escapa.

Sidney Prescott na cena em que fica presa no carro junto com sua amiga Hallie e o assassino.

Para a segurança de Sidney, os oficiais Richards (Chris Doyle) e Andrews (Philip Pavel) levam-na e Hallie para uma delegacia de polícia local, mas o assassino os mata e prende as duas no carro. Após perder o controle do veículo, Ghostface o bate e desmaia. Sidney e Hallie tentam sair, sem sucesso. Depois de conseguir passar para o banco da frente, Sidney escapa do carro e liberta Hallie. Lá fora, Sidney insiste em voltar e desmascará-lo, mas Hallie insiste para elas irem embora. Quando Sidney volta ao veículo, o assassino já não está mais lá, e então ele aparece atrás de Hallie e a mata, forçando Sidney a fugir. Ela vai ao teatro do campus e encontra Derek inconsciente amarrado a um crucifixo. Enquanto tenta desatá-lo, Ghostface aparece, revela ser Mickey e mata Derek com a arma de um dos oficiais. Mickey revela seu plano para se tornar famoso, colocar a "culpa" nos filmes de terror. Logo após, ele anuncia sua cúmplice, Debbie Salt, que chega apontando a arma para Gale. Sidney reconhece que Salt é na verdade a mãe de Billy Loomis, buscando vingança pela morte de seu filho. A Sra. Loomis trai Mickey e atira contra ele, e ele atira acidentalmente em Gale. Sidney e a Sra. Loomis começam a brigar e Cotton Weary intervêm, atirando em Sra. Loomis. Gale revela que está viva. Mickey de repente levanta e é morto a tiros por Sidney e Gale. Sidney então atira na Sra. Loomis na cabeça para confirmar sua morte. Quando a polícia chega na manhã seguinte, Gale encontra Dewey gravemente ferido, mas ainda vivo, e o acompanha ao hospital. Sidney pede para a imprensa fazer as perguntas a Cotton, recompensando-o com a fama que ele tanto queria.

## Elenco
Segundo os letreiros finais:
- Neve Campbell como Sidney Prescott
- David Arquette como Dwight "Dewey" Riley
- Courteney Cox Arquette como Gale Weathers
- Jamie Kennedy como Randy Meeks
- Sarah Michelle Gellar como Casey "Cici" Cooper
- Elise Neal como Hallie McDaniell
- Jerry O'Connell como Derek Feldman
- Laurie Metcalf como Debbie Salt / Sra. Loomis
- Liev Schreiber como Cotton Weary
- Timothy Olyphant como Mickey Altieri
- Jada Pinkett Smith como Maureen Evans
- Omar Epps como Phil Stevens
- Duane Martin como Joel
- Lewis Arquette como Chief Lewis Hartley
- David Warner como Gus Gold
- Rebecca Gayheart como Irmã Lois
- Portia de Rossi como Irmã Murphy
- Marisol Nichols como Dawnie Daveson
- Chris Doyle como Policial Andrew Richards
- Philip Pavel como Policial Richard Andrews
- Roger L. Jackson como Ghostface (voz)
- Heather Graham como Casey Becker (Stab)
- Tori Spelling como Ela Mesma/ Sidney Prescott (Stab)
- Luke Wilson como Billy Loomis (Stab)
- Nancy O'Dell como Repórter
- Joshua Jackson como Cara da Classe do Filme#1
- Matthew Lillard como Cara na Festa (não creditado)
- Selma Blair como Amiga de Cici no Telefone (voz) (não creditada)

## Produção

### Roteiro

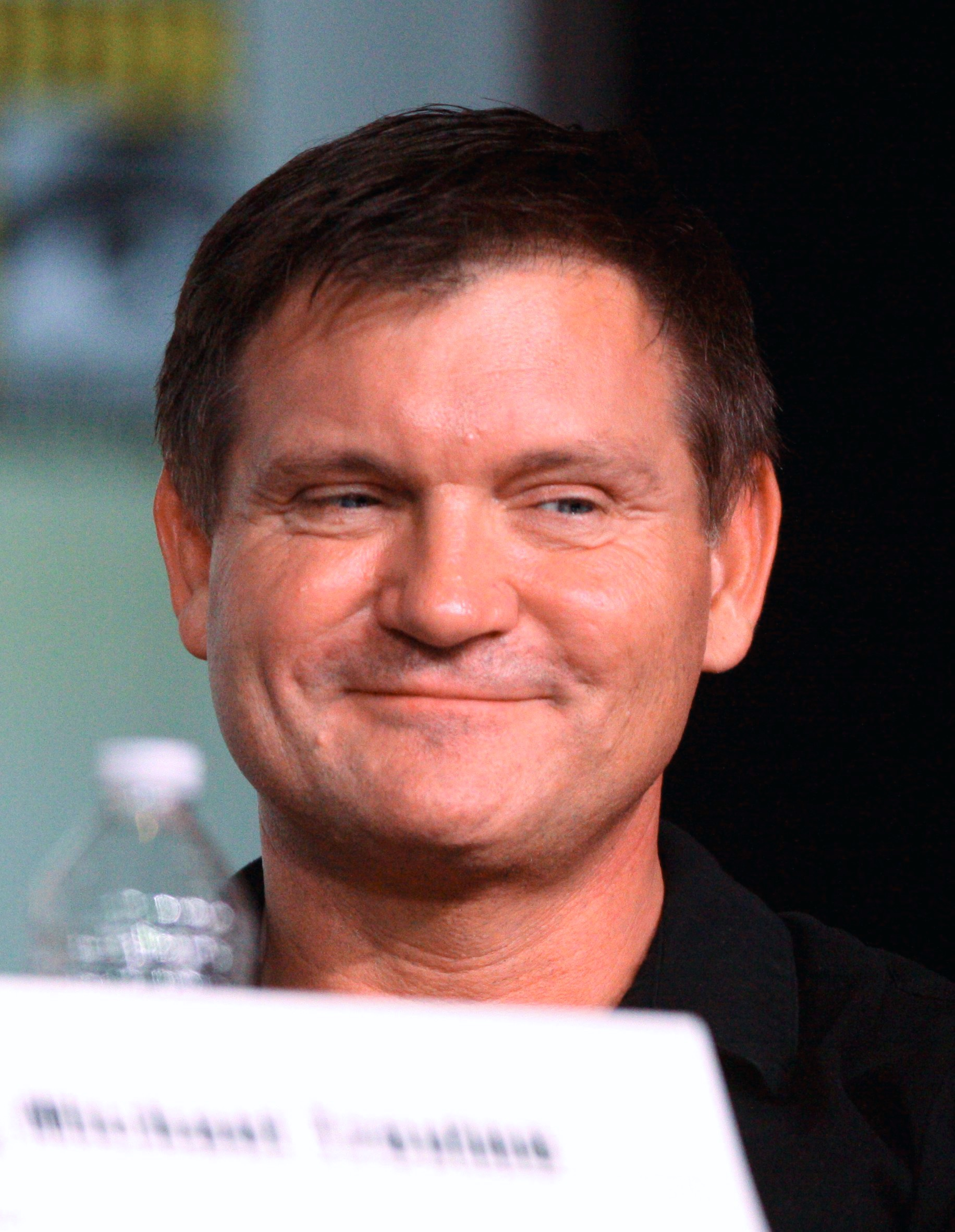
Williamson retornou como roteirista do filme.

Ao escrever o roteiro para Scream, Kevin Williamson também desenvolveu dois rascunhos de cinco páginas para possíveis sequências, e após o lançamento deste, o roteirista confirmou que já tinha em mente que na sequência a personagem Sidney Prescott estaria frequentando a universidade e um novo Ghostface começaria uma nova série de assassinatos. A Dimension Films concordou com uma sequência em março de 1997, ponto em que Williamson já tinha quarenta e duas páginas do enredo desenvolvido, que envolveu quatro assassinos diferentes, Derek, Hallie, Cotton Weary e Mrs. Loomis, que é a mãe de um dos assassinos do filme anterior. Em julho de 1997, as filmagens de Scream 2 começaram, mas depois que Williamson enviou seu roteiro à produção, este foi vazado na internet, revelando a identidade dos assassinos e uma grande quantidade do enredo; isso fez com que a equipe de produção continuasse as filmagens com apenas parte do roteiro, enquanto Williamson reescrevia o restante. Muitas cenas foram alteradas, mudando radicalmente o final do filme e os assassinos, e papéis como o de Randy Meeks e Joel foram são completamente modificados.
Para evitar que outro incidente e detalhes importantes do enredo fossem revelados, os atores não receberam as últimas páginas do roteiro até o início das filmagens e as páginas que revelavam a identidade dos assassinos foram fornecidas somente no dia em que a cena final fora filmada e apenas para os atores envolvidos nela. O cronograma de produção do filme já estava bastante curto, e o roteirista estava envolvido com outros projetos; o roteiro final foi detalhado em apenas algumas partes, forçando Craven escrever e desenvolver algumas cenas durante as gravações.

### Desenvolvimento
Quando Williamson vendeu o roteiro do filme original, ele havia anexado um roteiro de duas potenciais sequências, na esperança de atrair potenciais compradores, pois eles de fato não estariam apenas comprando um filme, mas sim uma franquia. Após uma exibição teste bem sucedida de Scream, na qual os executivos da Miramax estiveram presentes, foi dado a Craven um contrato para dirigir também as duas sequências. A Dimension Films considerou o desenvolvimento de uma sequência em janeiro de 1997, após o primeiro filme faturar mais de cinquenta milhões de dólares no mês de lançamento. A produção recebeu um sinal verde março de 1997 com um orçamento de 24 milhões, cerca de dez milhões a mais que o primeiro filme.
A produção do filme sofreu um retrocesso significativo após o vazamento do roteiro, que revelou muitos detalhes da trama, que resultou numa mudança drástica do roteiro. Em uma entrevista, o diretor comentou sobre a apressada programação da produção que duraram seis meses, a esperança de que o filme fosse lançado em 12 de dezembro, menos de um ano após o lançamento do primeiro, de como Williamson foi forçado a reescrever o roteiro e que as páginas das cenas só ficavam prontas no dia da filmagem destas, e também tinha partes do enredo que não possuíam detalhes significativos, fazendo com que Craven desenvolvesse-as à medida que as cenas eram registradas. Vários títulos foram considerados para a sequência, incluindo Scream Again, Scream Louder e Scream: The Sequel, antes de o estúdio decidir usar simplesmente Scream 2.

### Elenco

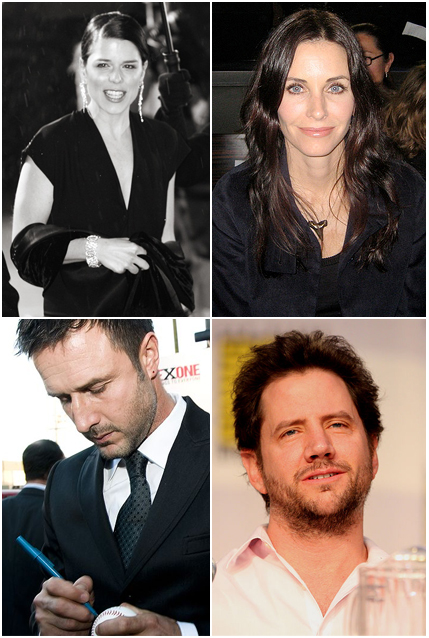
Os atores Neve Campbell, Courteney Cox, David Arquette e Jamie Kennedy, todos "sobreviventes" no primeiro filme, retornaram.

Neve Campbell tinha sido contratada para reprisar seu papel como Sidney Prescott em uma potencial sequência antes mesmo do início das filmagens de Scream. Sidney foi a única personagem que estava garantido que sobreviveria e voltaria no filme seguinte. Quando a produção de Scream 2 mostrou-se concreta, devido ao sucesso do primeiro, a Dimension Films acrescentou "mais opções" aos atores cujo personagem tinha sobrevivido no filme anterior; Courteney Cox como a repórter ambiciosa Gale Weathers, David Arquette como o xerife aposentado Dewey Riley, Jamie Kennedy como o fanático por filmes de terror Randy Meeks, Liev Schreiber como Cotton Weary e Roger L. Jackson voltou para seu papel como a voz do personagem Ghostface.
Após o retorno do elenco "sobrevivente" do primeiro filme, a produção focou em encontrar um elenco para o novo filme de maneira semelhante ao primeiro, buscando atores populares e com carreira sólida, em grande parte provenientes de programas de televisão da época. Em uma entrevista, a equipe de produção do filme observou que eles encontraram os atores que queriam significativamente mais fácil do que tinha sido para Scream, devido ao sucesso comercial e crítico deste filme, mas também declararam que a aparição anterior de Drew Barrymore deu ao gênero certa credibilidade que fez com que certos atores conhecidos se interessassem pelo novo filme.
O novo elenco incluiu Sarah Michelle Gellar como Cici Cooper, um membro jovem de uma irmandade e fã de cinema; Elise Neal como Hallie McDaniel, amiga e companheira de quarto de Sidney; Jerry O'Connell como Derek Feldman, namorado de Sidney; Timothy Olyphant como Mickey e Laurie Metcalf como a repórter local Debbie Salt. Muitos dos atores envolvidos na produção, incluindo Campbell, Cox, Gellar e O'Connell já estavam estrelando em séries de televisão na época em papéis principais, o que tornou a disponibilidade deles bastante limitada. Gellar, em particular, estava entre as filmagens do filme e da série Buffy the Vampire Slayer, e recentemente havia terminado seu trabalho em outro filme de Williamson, I Know What You Did Last Summer (1997). Ela admitiu em uma entrevista que concordou em se juntar ao filme mesmo sem ter lido o roteiro, e sua escolha foi devido ao sucesso do primeiro. Metcalf tinha acabado de completar seus nove anos na telessérie Roseanne quando ela começou a trabalhar no filme e Craven elogiou sua capacidade de interpretar a perturbada Sra. Loomis. Para conseguir o papel de Derek, durante a audição O'Connell e outros candidatos tiveram que fazer a cena do filme onde o personagem canta "I Think I Love You" no refeitório. O personagem Mickey foi atribuído a Timothy Olyphant, sendo seu primeiro papel principal em um filme.
Outros membros secundários do elenco incluem Lewis Arquette, pai de David Arquette, como xerife local encarregado de investigar os novos assassinatos; Duane Martin como Joel, o novo cameraman de Gale; Jada Pinkett e Omar Epps como Maureen Evans e Phil Stevens, as primeiras vítimas do filme, e Portia de Rossi e Rebecca Gayheart como as irmãs da fraternidade Lois e Murphy. Gayheart fez um teste para o papel de Tatum Riley no primeiro filme e fez várias audições em Scream 2 para os papéis de Cici Cooper, Hallie McDaniel e Maureen Evans, antes de conseguir o papel secundário de Lois. Em papéis menores incluem Chris Doyle e Philip Pavel como os oficiais Richards e Andrews, designados para proteger Sidney; o ator veterano David Warner, que interpreta o professor de arte dramática de Sidney, e Nancy O'Dell como a repórter que entrevista Tori Spelling, que reprisaria o mesmo papel [como a repórter] nos filmes seguintes.Spelling, Luke Wilson e Heather Graham interpretaram os personagens Sidney, Billy Loomis e Casey Backer, respectivamente, no filme "Stab", que foi inspirado no massacre de Woodsboro ocorrido em Scream. A escolha de Spelling foi devido a um comentário sarcástico que Sidney faz no primeiro filme dizendo que "eu seria interpretada por Spelling em um filme baseado em minha vida."
Marjean Holden estava cotada para atuar neste filme, interpretando Maureen Evans ou Hallie. No entanto, a atriz estava já atuando no filme Mortal Kombat: Annihilation, e sua agenda não permitiu que ela trabalhasse neste filme, pois ambos foram lançados no mesmo ano. As personagens foram interpretadas por Jada Pinkett Smith e Elise Neal, respectivamente.

### Filmagens

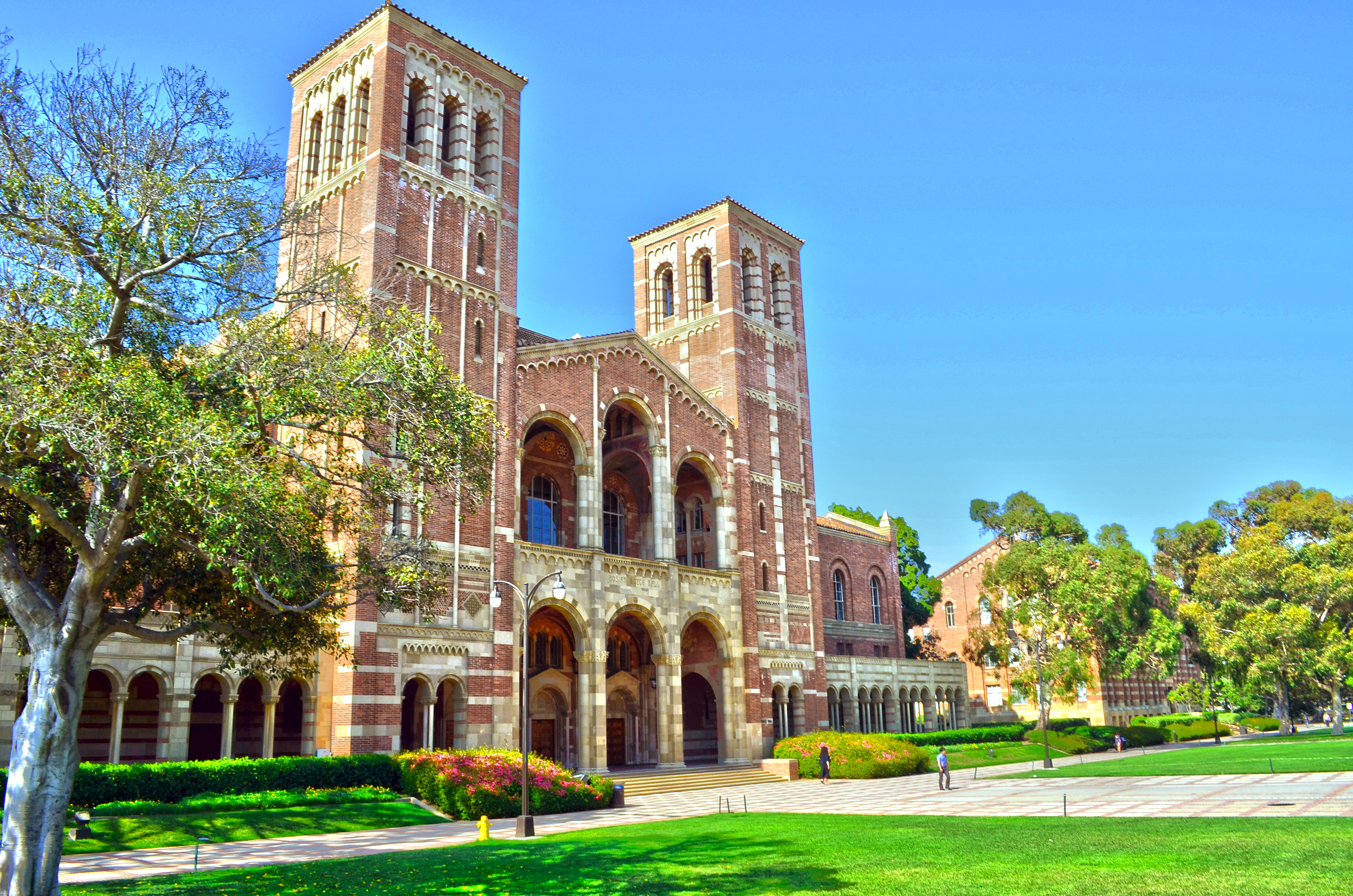
Parte das filmagens aconteceram na Universidade da Califórnia em Los Angeles.

As filmagens de Scream 2 começaram em 16 de Junho de 1997 e terminaram em 28 de Agosto de 1997, num total de nove semanas e com um orçamento de 24 milhões de dólares. Geórgia, Atlanta e Los Angeles serviram de locação para representar o estado de Ohio, onde está situado o ficcional Windsor College. As filmagens ocorreram em Atlanta durante quatro semanas, antes de terminarem em Los Angeles. A cena de abertura do filme, que representa a estreia do filme ficcional "Stab", foi filmada durante três dias no teatro Vista em Sunset Drive, Hollywood; sendo o exterior representado pelo teatro Rialto em South Pasadena, na Califórnia. Devido ao grande número de figurantes estarem presentes durante a filmagem da cena, detalhes do enredo foram vazados pouco depois que as filmagens desta cena foram concluídas. Craven citou que foi um dos maiores casos de vazamento de um roteiro. A casa da república de estudantes que em Gostface liga para Cici Cooper e a casa onde ocorre uma festa nas proximidades foram filmadas em Pasadena, a leste de Los Angeles. O filme "Stab" foi filmado em Malibu. A universidade Agnes Scott, nos arredores de Atlanta, e a Universidade da Califórnia em Los Angeles foram usadas para representar o Windsor College.
Depois do vazamento do roteiro no início das filmagens, a segurança em torno da produção foi significativamente aumentada, com foco em sets de filmagem fechados e restrições sobre a entrada de que poderia estar presente durante as gravações e de quem teria acesso ao roteiro, sendo necessário que todos os presentes assinassem um termo de confidencialidade. O próprio roteiro foi reimpresso em papel especial para evitar fotocópias e ser possível destruí-lo após o uso.

### Pós-produção
Craven teve conflitos com a Motion Picture Association of America em relação a proibição de menores de idade assistir ao primeiro filme, que recebeu uma classificação R nos Estados Unidos, ou seja, menores de idade somente acompanhados. Ele enviou à MPAA oito cortes diferentes e exigiu a intervenção direta do fundador da Dimension Films, Bob Weinstein, que conseguiu uma classificação necessária para lançar o filme sem cortes significativos.
Para evitar a mesma experiência em Scream 2, o diretor tentou manipular a MPAA enviando-lhe uma versão do filme que tinha sido editada, aumentando o sangue e violência para além do que eles realmente usariam; isso inclui o personagem de Omar Epps sendo esfaqueado na orelha três vezes, em vez de apenas uma como no filme, e uma versão mais longa da cena de morte de Randy Meeks, que mostrou sua garganta sendo cortada. A ideia de Craven era apresentar um material com muito mais sangue e gore para fazer com que ela exigisse a remoção deste conteúdo, para assim, ele manter a versão original do filme. No entanto, a MPAA concedeu a Scream 2 uma classificação R em razão do produto enviado por Craven, pois acreditava que a mensagem subjacente do conteúdo já foi suficientemente significativa para justificar a violência.

## Trilha sonora
A partitura musical do filme foi composta por Marco Beltrami, que retorna depois de seu trabalho no primeiro filme. A música "Cassandra Aria", que toca durante uma cena em que Sidney se apresenta em uma peça, foi composta por Danny Elfman. Trechos da partitura do filme Broken Arrow (1996), composta por Hans Zimmer, apareceram no filme como o tema do personagem Dewey, substituindo as faixas já feitas para o personagem na trilha sonora do filme anterior. Beltrami afirmou em uma entrevista que a composição de Zimmer foi usada na exibição teste do filme, pois a sua faixa ainda estava incompleta. A reação positiva do público na exibição teste para com a composição de Zimmer, fez com que o estúdio mantivesse seu trabalho, reduzindo o tema original de Dewey. Para não deixar o trabalho de Beltrami em vão, usou sua composição apenas nas cenas mais graves em que o personagem aparece. Em 14 de julho de 1998, a Varèse Sarabande lançou um álbum que continha faixas de Scream e Scream 2, sendo lançado a versão Scream 2: The Deluxe Edition em 2016, que incluiu o trabalho de Elfman e a trilha sonora completa de Beltrami.

### Álbuns
A trilha sonora original de Scream 2 foi lançada em 18 de novembro de 1997 pela Capitol Records, uma divisão da EMI. A trilha consiste em 15 músicas de vários artistas dos gêneros R&B, Rap e Rock. O álbum ficou por dez semanas no Billboard 200, chegando a 50.ª posição, apresentando um desempenho significativamente melhor do que a trilha sonora de Scream, que não apareceu no Billboard 200. AllMusic, no entanto, premiou-o com apenas 2 estrelas em 5, nota menor que deu ao seu antecessor. Stephen Erlewine, da própria AllMusic, disse que o conteúdo do álbum era uma tentativa de compensar o filme anterior pela falta de uma trilha sonora de sucesso, mas a tentativa falhou, criando um álbum de músicas "desiguais". Apenas uma música apresentada no filme não apareceu no álbum, a "Take Away the Fear", composta por Jessica Craven, filha de Craven, e Mike Mancini, que toca na TV durante a cena em que o assassino liga para Cici. Em 4 de fevereiro de 1998, Scream 2: Music from the Dimension Motion Picture recebeu o certificado de ouro pela Recording Industry Association of America, significando que o álbum alcançou vendas superiores a 500 mil cópias.

### ScreameScream 2
Um CD com a música orquestrada de Beltrami dos filmes Scream e Scream 2 foi lançado pela gravadora Varèse Sarabande em 14 de Julho de de 1998. O lançamento apresentou nove faixas — "Stage Fright Requiem", "Love Turns Sour", "Cici Creepies", "Deputy for a Friend", "Hollow Parting", "Dewpoint/Stabbed", "Hairtrigger Lunatic", "Sundown Search" and "It's Over, Sid" — com o tempo total de apenas 17 minutos, em comparação com mais de uma hora de música feita para o filme, além de que outros filmes têm em média entre 30 a 45 minutos de música. No lançamento, também não foi incluída a faixa "Cassandra Aria", de Danny Elfman.
A trilha teve influência de vários outros compositores famosos, incluindo Hans Zimmer, Elliot Goldenthal, Ennio Morricone e Christopher Young. Em particular, trechos da faixa do filme Broken Arrow, composta por Zimmer, pode ser ouvida. O site Filmtracks.com elogiou a trilha, apreciando a evolução de Beltrami em relação a seu trabalho em Scream, mas observou que as partes mais memoráveis do filme foram criadas pelos compositores Danny Elfman e Hans Zimmer. Porém, sem a adição da faixa "Cassandra Aria", o site chamou o álbum de insatisfatório e premiou-o com 2 em 5 estrelas. AllMusic declarou que a trilha de Beltrami "capturou perfeitamente o hip-hop pós-moderno dos filmes Scream" e concedeu 3 em 5 estrelas.

## Lançamento
Scream 2 teve sua estreia em 10 de dezembro de 1997 no Grauman's Chinese Theatre, em Hollywood, seguido de um lançamento nos cinemas norte-americanos no dia 12 do mesmo mês, menos de um ano após o lançamento de seu antecessor. Depois do sucesso inesperado do primeiro filme, Scream 2 foi considerado um potencial sucesso ao ponto em que o filme 007 - O Amanhã nunca Morre, de James Bond, e Titanic transferiram a data de lançamento de 12 de dezembro a 19 de dezembro para não terem de competir com o filme.

### Bilheteria
Scream 2 foi um sucesso nos Estados Unidos, tendo sido o filme mais assistido do dia 12 de dezembro, com 14 380 000 dólares arrecadados em 3 112 cinemas. Continuou em primeiro lugar no dia seguinte, arrecadando 14 200 000 dólares — uma queda de 1 por cento. O filme permaneceu na liderança sendo o filme de maior arrecadação nos cinemas norte-americanos no final de semana com 32 926 342 dólares na bilheteira, um aumento de 27 milhões em comparação ao fim de semana de abertura de seu predecessor, apesar de ter apresentado um declínio 57.7 por cento em sua bilheteria na semana seguinte. A obra encerrou o seu segundo fim de semana com apenas 13 921 565 dólares arrecadados, tornando-se a terceira mais assistida entre 19 e 21 de dezembro, atrás apenas de Titanic e 007 - O Amanhã nunca Morre. O filme manteve-se na sexta classificação entre os dias 26 e 28 de dezembro, o seu terceiro fim de semana, registrando mais 9 085 992 arrecadados nas bilheterias de 2 670 cinemas, garantido para si o quinto lugar no ranking dos mais assistidos.  Ao encerrar o mês de dezembro, Scream 2 já tinha adquirido 71 100 014 dólares nas bilheterias. No primeiro fim de semana de janeiro de 1998, a obra voltou a apresentar acréscimos, ficando no quinto lugar das maiores bilheterias. Na semana seguinte caiu para a nona colocação, com a arrecadação total somando 90 781 396 de dólares. A exibição do filme em território estadunidense finalizou-se em 12 de junho, em quarenta e dois cinemas, totalizando 101 363 301 dólares. Por esse valor, tornou-se o 14.º filme mais bem-sucedido no país em 1997 e o 21.º filme mais bem-sucedido do ano mundialmente, tendo arrecadado um total de 172 363 301 dólares.

### Crítica
É uma das melhores sequências que saiu em anos, e, apesar de não chegar com a força emocional do primeiro filme, ainda é cabeça — estando acima da maioria desses outros filmes.

Marc Savlov, do The Austin Chronicle.
Scream 2 foi bem recebido pela crítica após seu lançamento. No agregador de resenhas Rotten Tomatoes, obteve um "Certificado de Fresco" e marcou uma pontuação de 81% de aprovação com base em análises de 74 críticos. De acordo com o site, o consenso crítico do filme diz: "Tal como acontece com o primeiro filme, Scream 2 é uma piada divertida sobre os clichês de filmes de terror que consegue se divertir com as péssimas sequências desses filmes sem ser vítima do mesmo destino". No Metacritic, o filme detém uma pontuação de 63 em 100, com base em 22 avaliações, indicando avaliações "geralmente favoráveis". O website AdoroCinema atribui uma nota média 4/5, com base em resenhas dos usuários.
O crítico americano Andrew O'Hehir, do Salon.com, deu-lhe quatro estrelas e meia em cinco, dizendo: "Inevitavelmente um pouco mais remixado e menos surpreendentemente original do que seu antecessor — S2 é um filme engenhoso, muitas vezes divertido, que não diminui em nada a reputação de cult bem merecida de seu diretor." Os críticos Gene Siskel e Janet Maslin, do The New York Times, deram comentários positivos, apesar de terem avaliado negativamente Scream; Maslin notou que "Scream 2 funciona quase como uma sátira direta. É tão afiado — perdoe a expressão — que nenhuma coisa muito jovem teve que morrer." Roger Ebert, do Chicago Sun-Times, deu a obra três estrelas em quatro e afirmou que o filme foi "tão bom quanto o original", mas lamentou que "[Scream 2] é mais agradável do que o original, e isso distrai do roteiro espirituoso". Outro apreciador da produção foi Mick LaSalle, do San Francisco Chronicle, que declarou: "Embora Craven satirize clichês de terror, ele também sabe fazer coisas novas. Ao longo do filme, novos conteúdos vêm de forma inesperada e rápida." Time Out London o recebeu com críticas mistas, chamando-o de superior à maioria dos outros filmes de terror, mas pobre em comparação a Scream; enquanto a Variety, que não recebeu muito bem o primeiro filme, recebeu positivamente a sequência, dizendo: "[os personagens], [em uma cena], discutem se alguma sequência já superou o original. Scream 2 certamente merece fazer parte desse debate", e Richard Harrington, do The Washington Post, concordou, escrevendo "No começo, Randy sugere que sequências são por definição 'inferiores'. Isso pode até ser, mas Scream 2 está mais para decepcionante do que inferior. Como seu antecessor, é assustador e divertido, e simplesmente não é tão singularmente elegante". Entretanto, Marcelo Milici, do site brasileiro Boca do Inferno, discordou, afirmando: "No fim das contas, apesar dos defeitos, é um filme divertido, mas dificilmente entraria na discussão da turma da faculdade sobre continuações melhores do que os originais. Exterminador do Futuro 2…Aliens: O Resgate, sim…Pânico 2? Infelizmente, não!", concedendo-lhe três caveiras e meia em quatro. Kim Newman, da revista Empire, afirmou: "O filme tem alguns grandes momentos cômicos e aterrorizantes, mas sofre por não ser tão original quanto o original", observando que, embora o filme tenha os mesmos elementos que fizeram de Scream um sucesso, eles não foram tão surpreendentes porque já estavam no primeiro." "Paradoxalmente, há muito menos gore. Há sangue, é claro, mas nada excesso comparado aos padrões de filme slasher, e não há representações de tripas rolando. Craven recordou que os sustos são mais importantes que exibições gráficas de órgãos humanos e fluidos corporais", escreveu James Berardinelli para o site ReelViews.
No entanto, houve críticas negativas em relação à morte do personagem Randy Meeks. John Muir, autor do livro Wes Craven: The Art of Horror chamou-a de "o momento mais devastador da sequência" e uma "mau mudança", mas elogiou a evolução dos outros personagens sobreviventes do filme anterior, chamando os personagens de Campbell, Cox e Arquette de "carismáticos". Em contraste, Muir criticou todos os novos personagens do filme, acreditando que nunca alcançaram a mesma profundidade do elenco de Scream devido ao foco de Scream 2 em aumentar a contagem de corpos e a violência em relação ao original, dizendo que o assassino do filme poderia literalmente ser qualquer um, pois nunca é fornecida ao público informações suficientes sobre os novos personagens, para que ele pudesse formar opiniões sobre eles. Ebert também comentou sobre isso, dizendo: "Não há como adivinhar quem está matando, e todos os que parecem suspeitos são (quase) prováveis de serem inocentes".

### Distinções
Após sua estreia, Scream 2 foi nomeado e ganhou diferentes prêmios, com Campbell novamente recebendo a maioria das nomeações e vitórias. Ela recebeu uma nomeação ao Prêmio Saturno na categoria de Melhor Atriz e ganhou Melhor Desempenho Feminino no MTV Movie Awards. Apesar de ter uma breve aparição como "Sidney Prescott" no filme dentro do filme "Stab", Spelling foi indicada ao Prêmio Framboesa de Ouro de Pior Nova Estrela. O filme também recebeu indicações ao Prêmio Saturno para Melhor Atriz Coadjuvante (Cox) e Melhor Filme de Terror.
| Ano  | Prêmio                                      | Categoria                                                         | Indicado                        | Resultado | Ref.   |
| ---- | ------------------------------------------- | ----------------------------------------------------------------- | ------------------------------- | --------- | ------ |
| 1998 | International Horror Guild                  | Melhor Filme                                                      | Scream 2                        | Indicado  | [ 55 ] |
| 1998 | Blockbuster Entertainment Award             | Atriz Favorita - Terror                                           | Neve Campbell                   | Venceu    | [ 56 ] |
| 1998 | Blockbuster Entertainment Award             | Ator Favorito - Terror                                            | David Arquette                  | Venceu    | [ 56 ] |
| 1998 | Blockbuster Entertainment Award             | Atriz Favorita - Terror                                           | Courteney Cox                   | Indicada  | [ 56 ] |
| 1998 | Blockbuster Entertainment Award             | Ator Coadjuvante Favorito - Terror                                | Jamie Kennedy                   | Venceu    | [ 56 ] |
| 1998 | Blockbuster Entertainment Award             | Atriz Coadjuvante Favorita - Terror                               | Jada Pinkett Smith              | Indicada  | [ 56 ] |
| 1998 | MTV Movie Awards                            | Melhor Desempenho Feminino                                        | Neve Campbell                   | Venceu    | [ 57 ] |
| 1998 | Prêmio Online Film & Television Association | Melhor Atriz em um filme de Ficção científica, fantasia ou terror | Neve Campbell                   | Indicada  | [ 58 ] |
| 1998 | Prêmio Online Film & Television Association | Melhor Filme de Ficção científica, fantasia ou terror             | Cathy Konrad Marianne Maddalena | Indicado  | [ 58 ] |
| 1998 | Prêmio Saturno                              | Melhor Atriz                                                      | Neve Campbell                   | Indicada  | [ 59 ] |
| 1998 | Prêmio Saturno                              | Melhor Atriz Coadjuvante                                          | Courteney Cox                   | Indicado  | [ 59 ] |
| 1998 | Prêmio Saturno                              | Melhor Filme de Terror                                            | Scream 2                        | Indicado  | [ 59 ] |

### Home video
Scream 2 foi lançado em território norte americano em VHS no dia 1 de dezembro de 1998 pela Buena Vista Home Entertainment e distribuído no Canadá pela Alliance Atlantis. Seu lançamento em DVD aconteceu nos Estados Unidos em 22 de julho de 1998. Em 7 de agosto de 2001, foi lançada a edição de colecionador, que possuía materiais adicionais em comparação ao DVD, incluindo outtakes, cenas excluídas,  trailers de outros filmes e comentário da produção e do diretor. Após o lançamento de Scream 3, este e os dois primeiros filmes foram reunidos em uma coleção intitulada "The Ultimate Scream Collection" pela Dimension Films em 26 de setembro de 2000, nesta coleção veio uma caixa coletânea contendo os três filmes e um disco extra contendo "Behind the Scream" — um bônus de 30 minutos apresentando a produção dos três filmes, as audições do elenco e momentos engraçados durante a produção.
O filme permaneceu sem lançamento em DVD em alguns territórios estrangeiros, incluindo na Europa e o Japão até 2001. Scream 2 foi lançado na Europa juntamente com Scream e Scream 3 em 26 de fevereiro pela Buena Vista Home Entertainment. Cada DVD continha os conteúdos adicionais encontrados na edição de colecionador dos EUA, incluindo cenas excluídas, outtakes, trailers, vídeos de música e comentários da produção. Os três filmes também foram vendidos numa coleção intitulada "Scream Trilogy", lançada em 26 de fevereiro de 2001.